# Fiszbiny

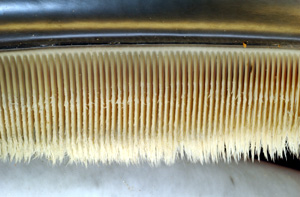
Fiszbin

Fiszbiny (niem. Fischbein) – płyty rogowe zwisające z podniebienia w jamie gębowej wieloryba (fiszbinowca), z każdej strony, w liczbie od 150 do 300. Kostne podniebienie ma na środku wystający duży grzebień, do którego są przyczepione fiszbiny.  U nasady, płyty fiszbiny mają grubość męskiego ramienia, a długość jednej może wynosić nawet cztery metry. Wolne brzegi są postrzępione i przypominają końskie włosie. 
Fiszbin służy do filtrowania wody wciąganej do jamy gębowej, w wyniku czego osadza się na nim zooplankton. Fiszbin jest tworem pochodzenia skórnego, a w jego tworzeniu uczestniczy zarówno tkanka nabłonkowa, jak i łączna. Ogólna waga fiszbinu wieloryba dochodzi do 1500 kg (w zależności od gatunku zwierzęcia). Waga poszczególnych płyt dochodzi do 80 kg.

## Użycie fiszbinu przez człowieka
Fiszbin był przez długi okres cennym surowcem. Rozgrzany na parze lub w piasku dawał się formować, więc robiono z niego gałki lasek, uchwyty pejczy, czy pręty parasoli.
Mieszkańcy Alaski robili z fiszbinów pułapki na drapieżne zwierzęta (wilki, lisy). Zgięty fiszbin polewano wodą, która zamarzała i utrzymywała go w pozycji zgiętej. Następnie smarowano zamarznięty fiszbin grubą warstwą tłuszczu. Zwierzę połykało pachnącą tłuszczem przynętę. Gdy lód stopniał, w żołądku zwierzęcia  fiszbin się prostował, przebijając wnętrzności ofiary. 
Najlepszego fiszbinu dostarczał wal grenlandzki. Im większe, mocniejsze i cięższe blaszki, tym uważane były za cenniejsze. U starych wielorybów są one czarne, u młodych błękitnawe. Po zabiciu wieloryba wielorybnicy odrywali fiszbiny od podniebienia, czyścili go, suszyli i rozpiłowywali na możliwie najdłuższe pasy. Następnie gotowano je w wodzie i za pomocą noża dzielono na sztabki pożądanej grubości, te zaś po wyschnięciu gładzono i polerowano.

## Fiszbiny jako elementy garderoby
Giętkie pręty produkowane z fiszbinów służyły też do usztywniania różnych elementów garderoby: gorsetów, sukni, kołnierzyków w damskich bluzkach i męskich koszulach. Zastosowanie fiszbinów dawało lepsze efekty niż krochmalenie, ale było mniej komfortowe. Twarde elementy uwierały i pozostawiały ślady na szyi.
Po rozpowszechnieniu tworzyw sztucznych, naturalne fiszbiny straciły na znaczeniu. Jednak słowo „fiszbin”, a także utworzona od niego forma oboczna rodzaju żeńskiego „fiszbina”, pozostaje w użyciu, oznaczając element usztywniający damskiej garderoby. Fiszbiny są na ogół wykonywane z tworzyw sztucznych lub drutu.